# Ejektionsfraktion
Ejektionsfraktion (förkortas ofta EF) kan beskrivas som hjärtats pumpförmåga, det vill säga hur stor del av hjärtats diastoliska volym som pumpas ut vid varje hjärtslag. EF 59 % innebär till exempel att 41 % av blodet stannar kvar i hjärtat under systole. 
EF är ett viktigt mått på hjärtats pumpfunktion, och påverkas av många hjärtmuskelsjukdomar.
Den vanligaste orsaken till försämrad EF är efter en hjärtinfarkt då en del av hjärtat blir mindre rörlig på grund av celldöd i den drabbade hjärtmuskelväggen.
{\displaystyle {\text{EF}}={\frac {\text{slagvolym}}{\text{slutdiastolisk volym}}}}

## Utredning
Ejektionsfraktionen kan uppskattas genom ekokardiografi på olika sätt:
- Simpson (mest använd)
- M-mode
- Visuell skattning
- Rörligheten i A-V-planet.

## Användningsområde
Mätning av ejektionsfraktion används för att kategorisera hjärtsvikt. Dessa kategorier står sedan till grund för vidare behandling. 
De kategorier som är vedertagna och accepterade enligt gällande riktlinjer från European Society of Cardiology (ESC)är:
- Bevarad ejektionsfraktion: ≥50 %
- Lätt nedsatt ejektionsfraktion: 41-49 %
- Måttligt till uttalat nedsatt: ≤40 %